# Soubran
Soubran é uma comuna francesa na região administrativa da Nova Aquitânia, no departamento de Charente-Maritime. Estende-se por uma área de 13,25 km². Em 2010 a comuna tinha 400 habitantes (densidade: 30,2 hab./km²).